# Sigrid Eberle
Sigrid Eberle (Dornbirn, 3 marzo 1952) è un'ex sciatrice alpina austriaca.

## Biografia
Sciatrice polivalente sorella di Ingrid e moglie di Anton Dorner, a loro volta sciatori alpini, in Coppa del Mondo Sigrid Eberle esordì il 18 gennaio 1968 a Badgastein in slalom speciale (34ª), ottenne il miglior risultato il 10 febbraio 1973 a Sankt Moritz in discesa libera (6ª) e prese per l'ultima volta il via il giorno seguente ad Abetone in slalom gigante (30ª). Non prese parte a rassegne olimpiche o iridate.

## Palmarès

### Coppa del Mondo
- Miglior piazzamento in classifica generale: 34ª nel 1973

### Coppa Europa
- Miglior piazzamento in classifica generale: 6ª nel 1972
- 4 podi:
  -  2 vittorie[senza fonte]

#### Coppa Europa - vittorie
| Stagione  | Località | Paese    | Specialità |
| --------- | -------- | -------- | ---------- |
| 1971-1972 | Les Gets | Francia  | GS         |
| 1971-1972 | Thyon    | Svizzera | DH         |

Legenda:

DH = discesa libera

GS = slalom gigante

### Campionati austriaci
- 1 medaglia:
  -  1 bronzo (slalom speciale nel 1971)[senza fonte]